# گاو
گاو (نام علمی: Bos taurus) گونه‌ای پستاندار سُم‌دار، نشخوارکننده و تهی‌شاخ از راسته زُوج‌سمان، خانواده گاوان و سرده گاوها (Bos) است. سردهٔ گاوها شامل گاو و نزدیک‌ترین بستگان آن مانند گیال، غژگاو، بنتنگ و گاو کامبوجی است.
گاو برای گوشت، تولید شیر و استفاده از پوست برای تولید چرم توسط انسان پرورش داده می‌شود. یکی دیگر از محصولات تولید شده از این حیوان، کود حیوانی است.
نزدیک به ۱۰۵۰۰ سال پیش حدود ۸۰ راس گاو برای نخستین بار در آناتولی مرکزی، شام و غرب ایران اهلی شدند. طبق تخمینی در سال ۲۰۱۱ نزدیک به ۱٫۴ میلیارد رأس گاو در جهان وجود دارد.

## طبقه‌بندی
Bos taurus نامی است که به‌طور سنتی برای اشاره به گاو تارین یا گاو اهلی اروپایی مورد استفاده قرار می‌گیرد. این گاو به همراه گاو کوهان‌دار (Bos indicus) حاصل اهلی کردن نوعی گاو وحشی منقرض‌شده به نام نیاگاو یا اروخص (Bos primigenius) هستند. در طبقه‌بندی‌های قدیمی این سه گاو به عنوان گونه‌های جدا از هم در نظر گرفته می‌شوند اما در طبقه‌بندی‌های اخیر زیرگونه‌های یک گونه شمرده می‌شوند.

## ساختار بدنی

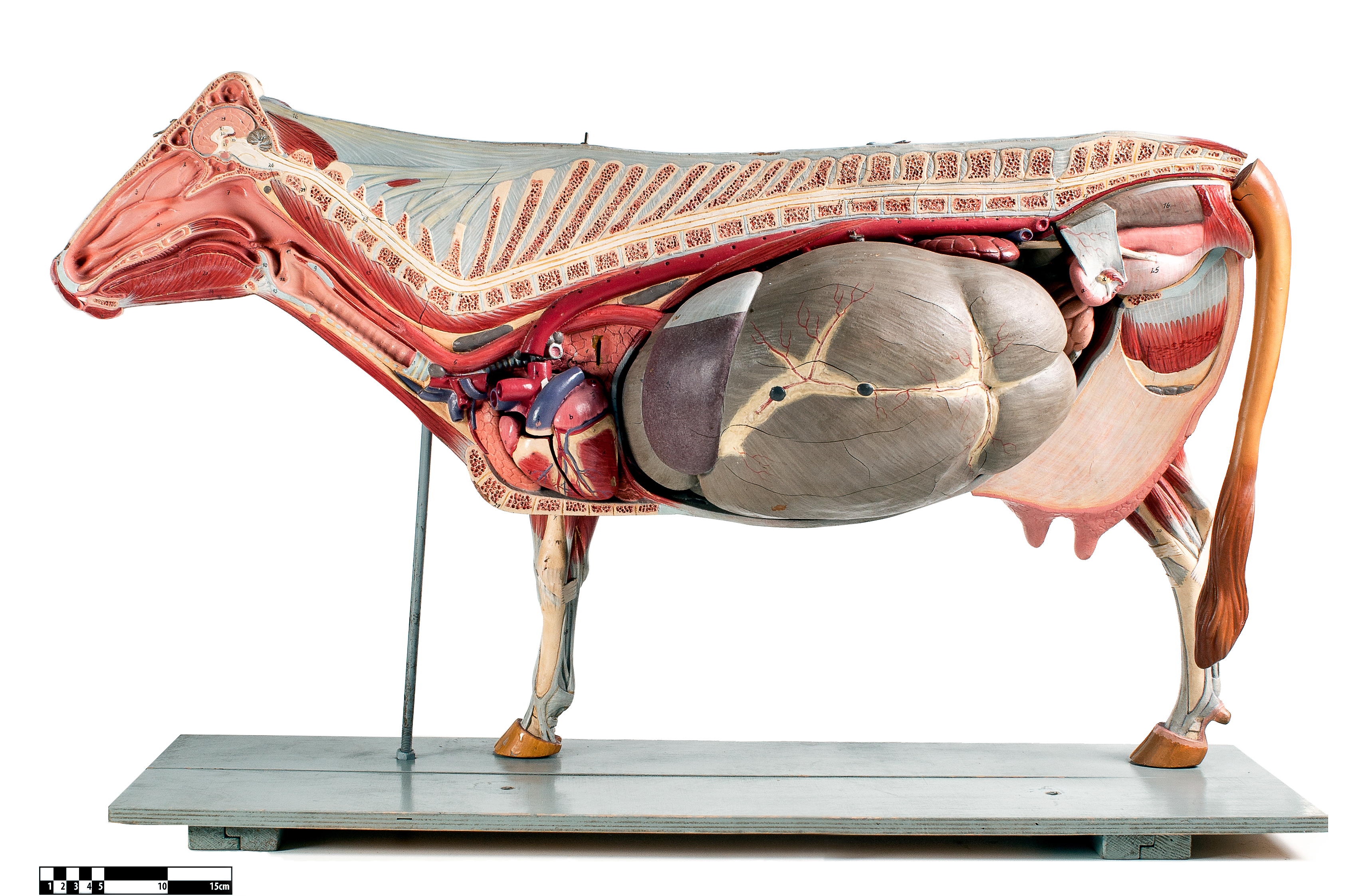
مدل آناتومی یک گاو

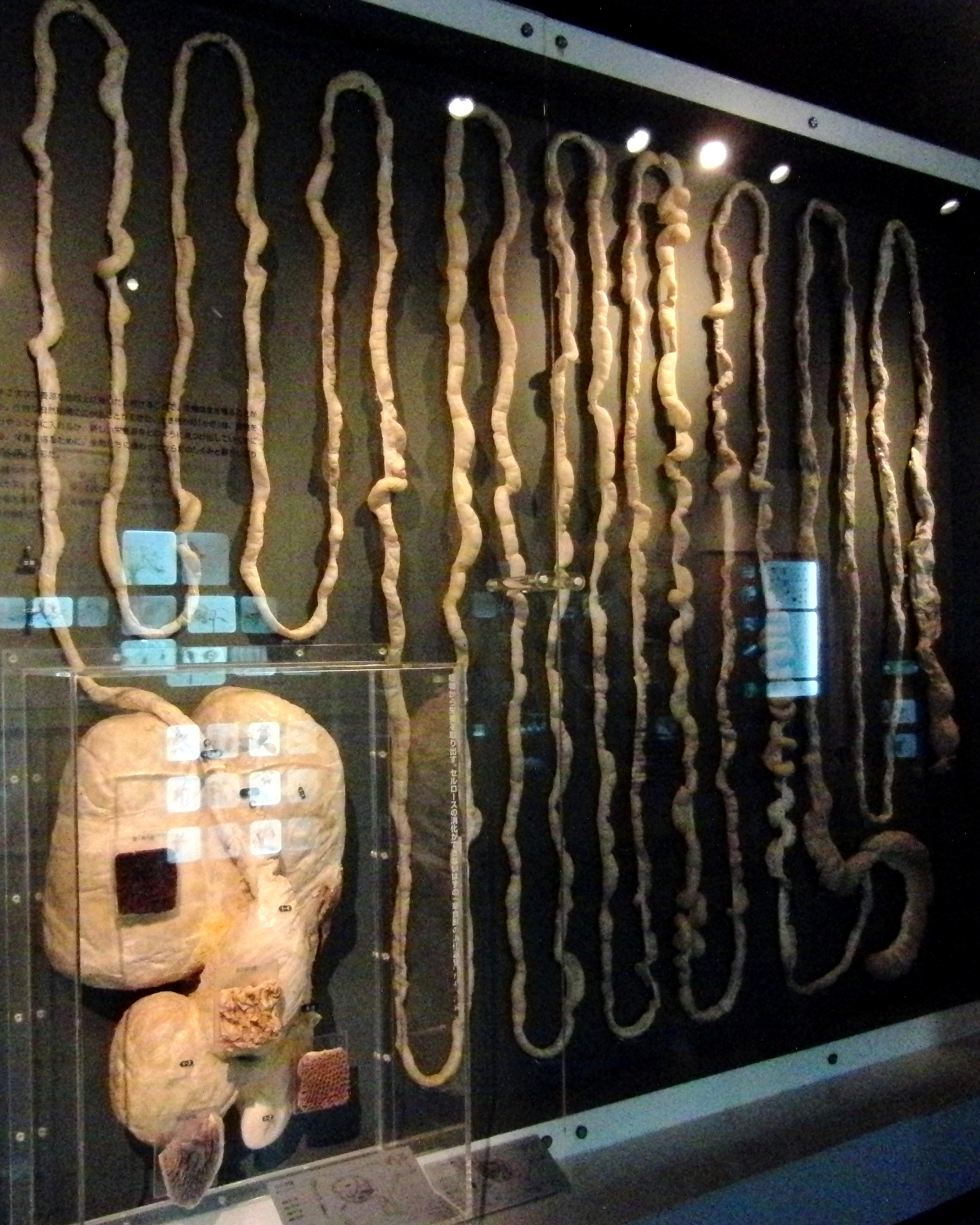
نمایش معده و روده گاو (نژاد Bos taurus). در موزه ملی طبیعت و علوم، توکیو، ژاپن

در آروارهٔ فوقانی گاو دندان‌های پیشین و نیش وجود ندارند و فقط دندان‌های آسیاب وجود دارند و برعکس دندان‌های پیشین و نیش در فک تحتانی موجودند. دندان‌های نیش گاوها همانند دندان پیشین شده و به‌طور کلی به‌شکل یک ردیف منظم هشت تایی در جلوی فک قرار دارد. در هر دست و پای گاو یک زوج سم وجود دارد.
پستانداری علفخوار است و معدهاش مانند دیگر نشخوارکنندگان چهار قسمتی است و شامل شکمبه (سیرابی)، نگاری، هزارلا و شیردان می‌باشد.

## تولیدمثل
گاو حیوانی است بدون تغییرات فصلی تولید مثلی، یعنی در کل سال قادر به انجام زاد و ولد است. طول حاملگی این حیوان نه ماه بوده و غالباً تک‌قلوزا است، اگر چه دوقلوزایی و چندقلوزایی نیز گاه دیده می‌شود. احتمال دوقلوزایی در گاو یک تا دو درصد است.
گوساله ماده پس از رسیدن به سن بلوغ جنسی که از ده ماهگی به بعد است به‌طور میانگین هر ۲۱ روز یکبار فحل می‌آید و آماده پذیرش دام نر می‌شود.
یک گاو در حالت طبیعی می‌تواند ۲۰ تا ۲۵ سال عمر کند. اولین تلقیح مصنوعی در این گاوها بعد از یک سالگی اتفاق می‌افتد. دوران حاملگی ۹ ماه طول می‌کشد و گاو شیرده در حدود دو سالگی اولین فرزند خود را به دنیا می‌آورد.

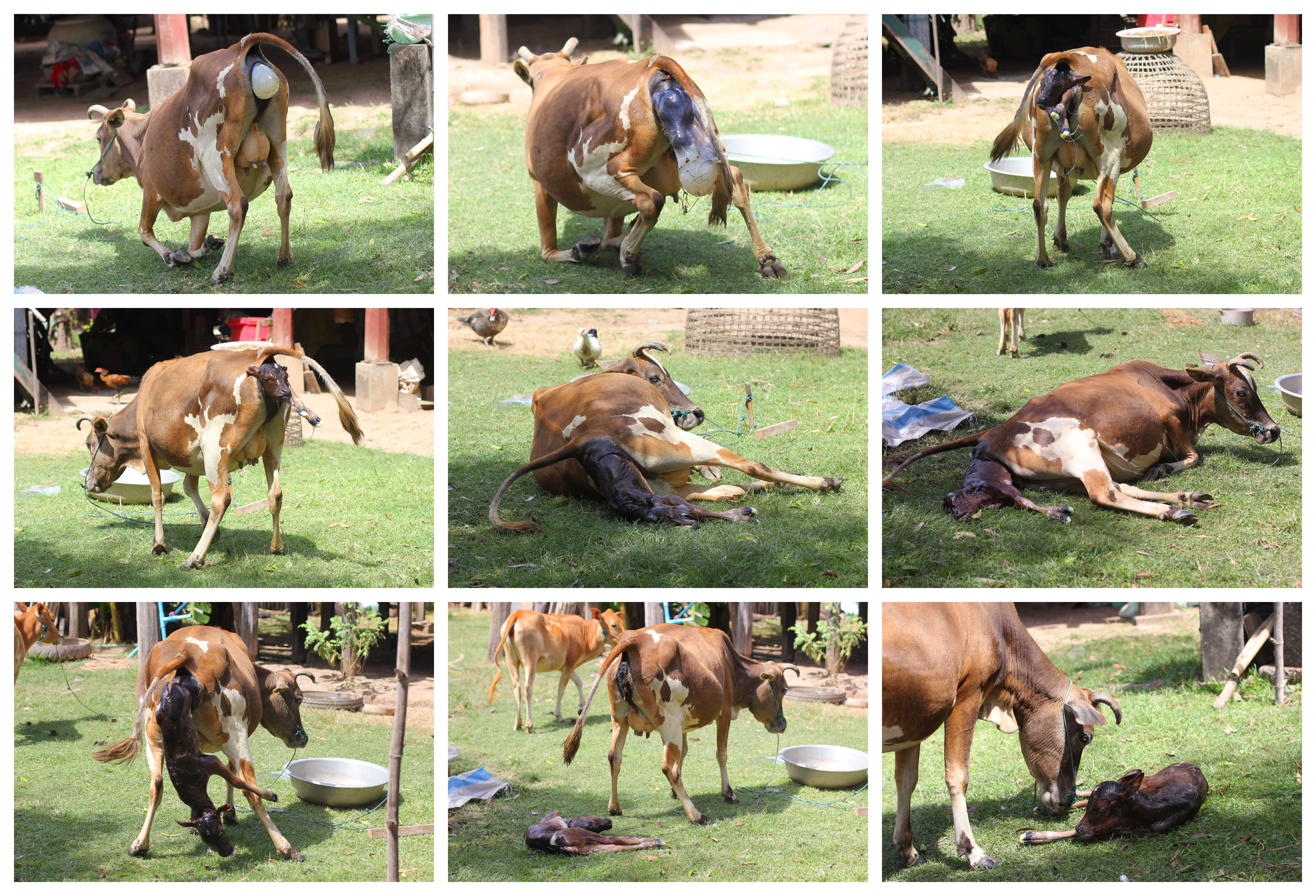
۹ نگارهٔ پیوسته (از چپ به راست) که مراحل زایمان طبیعی یک گاو ماده و تولد گوساله‌اش را نشان می‌دهد. متوسط مدت زمان بارداری گاوها ۲۸۶ روز است.

## مسائل اقتصادی
نزدیک به ۵۰٪ گوشت جهان از گاو تأمین می‌شود. تجارت خارجی گوشت گاو در سال ۲۰۰۰ بیش از ۳۰ میلیارد دلار بوده‌است که این رقم فقط متعلق به ۲۳٪ گوشت گاو تولیدشده در جهان است. تولید شیر که به شکل‌های مختلفی از قبیل پنیر، ماست، کره و دیگر محصولات لبنی درمی آید نیز قابل مقایسه با گوشت است. پوست گاو که به شکل چرم در می‌آید دیگر تجارت پرسود مربوط به گاو است.

### لبنیات
از برخی نژادهای خاص مانند هلشتاین فریزن برای تولید شیر استفاده می‌شود. معمولاً گاوهای شیرده را در مزارع و گاوداری‌های خاصی نگهداری می‌کنند که مخصوص تولید شیر است. اکثر گاوها روزانه دوبار دوشیده می‌شوند که ممکن است شیر دوشیده شده در همان‌جا فرآوری شده و تبدیل به محصولات لبنی شود یا برای فراوری به کارخانجات مخصوص اینکار فرستاده شود. برای اینکه گاوهای شیرده بتوانند به شیردهی خود ادامه دهند باید سالانه یک گوساله به دنیا بیاورند. اگر گوساله به دنیا آمده نر باشد معمولاً در سن جوانی ذبح می‌شود تا از آن گوشت تولید گردد. گاوهای شیرده تا سه هفته قبل از زایمان به تولید شیر ادامه می‌دهند. در طول نیم قرن اخیر تولید شیر به شدت افزایش یافته‌است تا بتوان پاسخگوی نیاز جامعه به محصولات لبنی بود. گاوهای هلشتاین در بریتانیا به‌طور متوسط روزانه ۲۲ لیتر شیر می‌دهند.

## نژادها

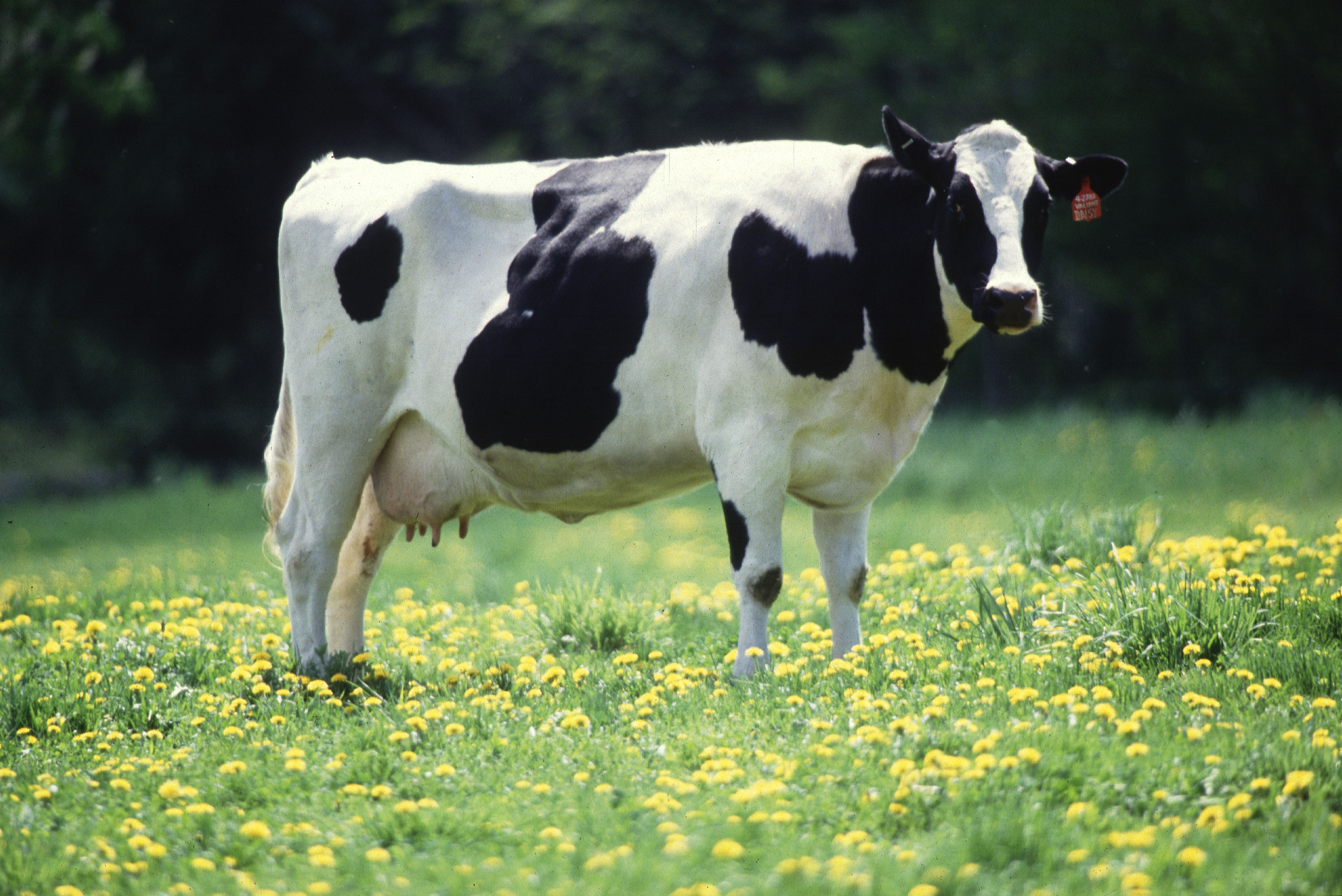
گاو هلشتاین که نژادی شیرده است و به همین دلیل به عنوان اصلی‌ترین نژاد برای تولید شیر پرورش داده می‌شود

نژادهای گاو بسیار زیاد هستند. بستگی به نوع استفاده‌ای که از گاو می‌شود نژادهای گاو به نژادهای گوشتی، شیری و دو منظوره تقسیم می‌شود.
- نژادهای شیری شامل: ایرشایر، جرزی، گرنزی، براون سوئیس، فریزن (هلشتاین فریزن، فریزن هلندی، فریژن انگلیسی و فریژن سفید و قرمز) و کری
- نژادهای گوشتی معروف شامل: گالووای، آبردین آنگوس، هرفورد، شورت هورن، شاروله، لیموزین، سمینتال، براهمن، سانتاگتروس و برانگوس است.

نژادهای معروف گاوهای ایرانی عبارت‌اند از: گاو سرابی، گاو سیستانی، گاو گلپایگانی و گاو دشتیاری و نژادهای جنگلی یا ساحلی که مخصوص نواحی گیلان و مازندران و گرگان است. نژاد کوهستان که گاوهای سراب و اردبیل و دیگر نواحی آذربایجان از آن نژادند.

## اهلی شدن گاو
نزدیک به ۶۰۰۰ سال پیش از میلاد مسیح با تغییر زندگی بشر از شکارگری به کشاورزی و بدنبال توسعه مزارع، گاوهای وحشی به این کشتزارها هجوم می‌آوردند که به تدریج بشر توانست تعدادی از این حیوان را به اسارت درآورده و اهلی نماید. گاو پس از سگ و گوسفند و بز و گربه اهلی شد. ابتدا از گوشت گاو استفاده می‌شد اما سرانجام انسان توانست چگونگی دوشش شیر گاو را فرا بگیرد. باستان‌شناسان معتقدند: اهلی شدن گاو در آسیا و خاورمیانه بین ۴۵۰۰ تا ۶۰۰۰ سال پیش از میلاد مسیح انجام شده‌است.

## استفاده‌ها

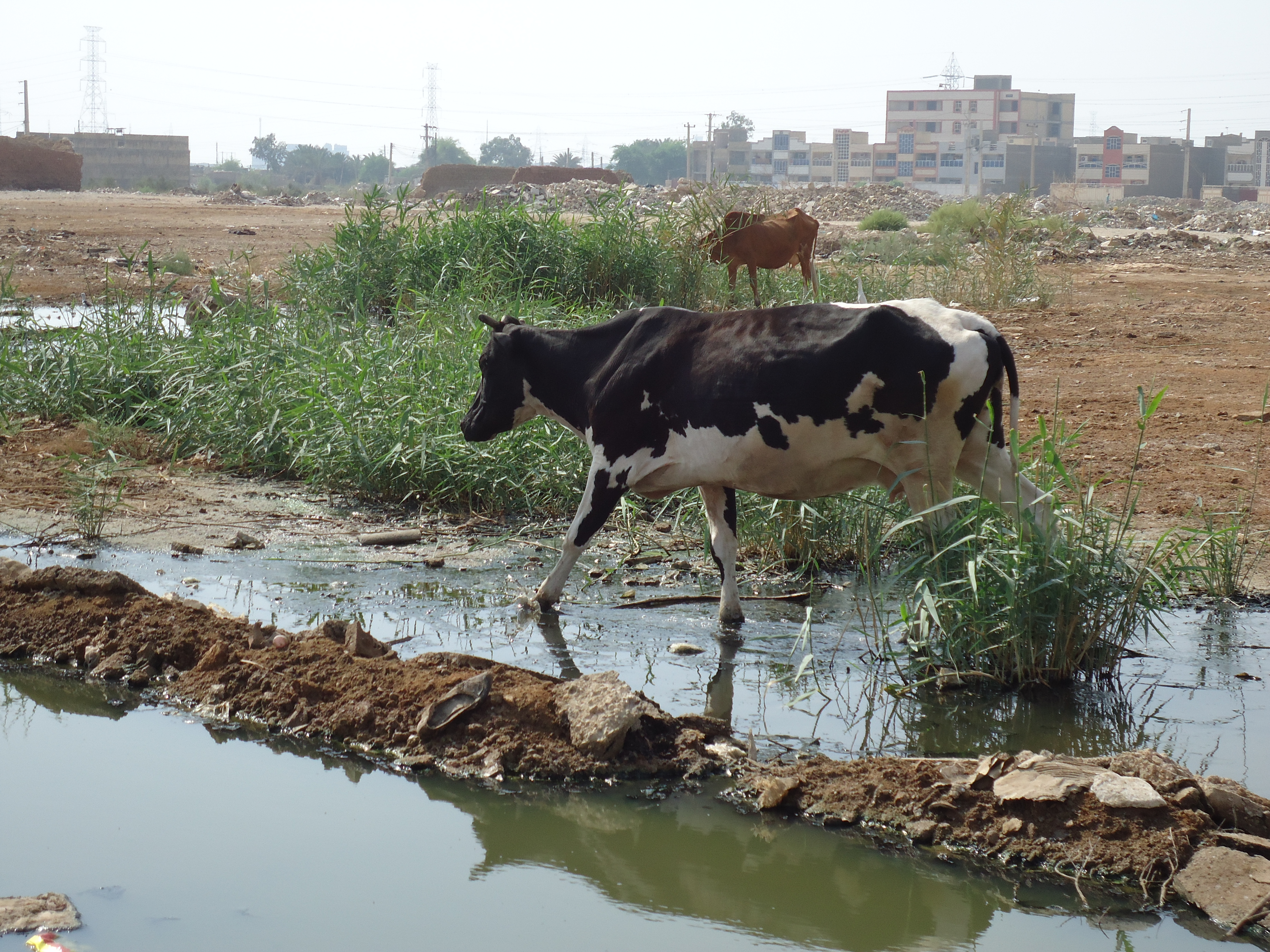
یک گاو در یک منطقه حاشیه‌ای اهواز

جانوری بسیار مفید است و از شیر و گوشت و پوست و نیروی بدنی آن استفاده می‌شود. از گاو نر جهت تخم‌کشی، شخم و بارکشی نیز استفاده می‌شود.
احتمالاً یکی از هدف‌های اصلی اهلی کردن گاو بارکشی بوده‌است. از نیروی فیل، شتر و اسب، بعد از گاو استفاده شد.

## جمعیت
جمعیت گاوهای جهان در حدود یک میلیارد راس است که در حدود نصف آن‌ها یعنی پانصد میلیون راس از نژاد هلشتاین و مابقی از سایر نژادها هستند.
| کشورهای دارای بیشترین تعداد گاو زنده | کشورهای دارای بیشترین تعداد گاو زنده | کشورهای دارای بیشترین تعداد گاو زنده |
| کشور                                 | کشور                                 | تعداد گاو در سال ۲۰۱۸                |
| ------------------------------------ | ------------------------------------ | ------------------------------------ |
| ۱                                    | برزیل                                | ۲۱۳٬۰۰۰٬۰۰۰                          |
| ۲                                    | هند                                  | ۱۸۴٬۰۰۰٬۰۰۰                          |
| ۳                                    | ایالات متحده آمریکا                  | ۹۴٬۲۰۰٬۰۰۰                           |
| ۴                                    | چین                                  | ۶۳٬۲۰۰٬۰۰۰                           |
| ۵                                    | اتیوپی                               | ۶۲٬۵۰۰٬۰۰۰                           |
| ۶                                    | آرژانتین                             | ۵۳٬۹۰۰٬۰۰۰                           |
| ۷                                    | پاکستان                              | ۴۶٬۰۸۰٬۰۰۰                           |
| ۸                                    | مکزیک                                | ۳۴٬۸۰۰٬۰۰۰                           |
| ۹                                    | سودان                                | ۳۱٬۲۲۰٬۰۰۰                           |
| ۱۰                                   | چاد                                  | ۲۹٬۰۶۰٬۰۰۰                           |
| ۱۱                                   | تانزانیا                             | ۲۷٬۴۲۰٬۰۰۰                           |
| ۱۲                                   | استرالیا                             | ۲۶٬۳۹۰٬۰۰۰                           |
| ۱۳                                   | کلمبیا                               | ۲۵٬۵۵۰٬۰۰۰                           |
| ۱۴                                   | بنگلادش                              | ۲۴٬۰۸۰٬۰۰۰                           |
| ۱۵                                   | نیجریه                               | ۲۱٬۴۱۰٬۰۰۰                           |
| آمار جهانی                           | آمار جهانی                           | ۱٬۴۸۹٬۰۰۰٬۰۰۰                        |

## گاو در فرهنگ باستان

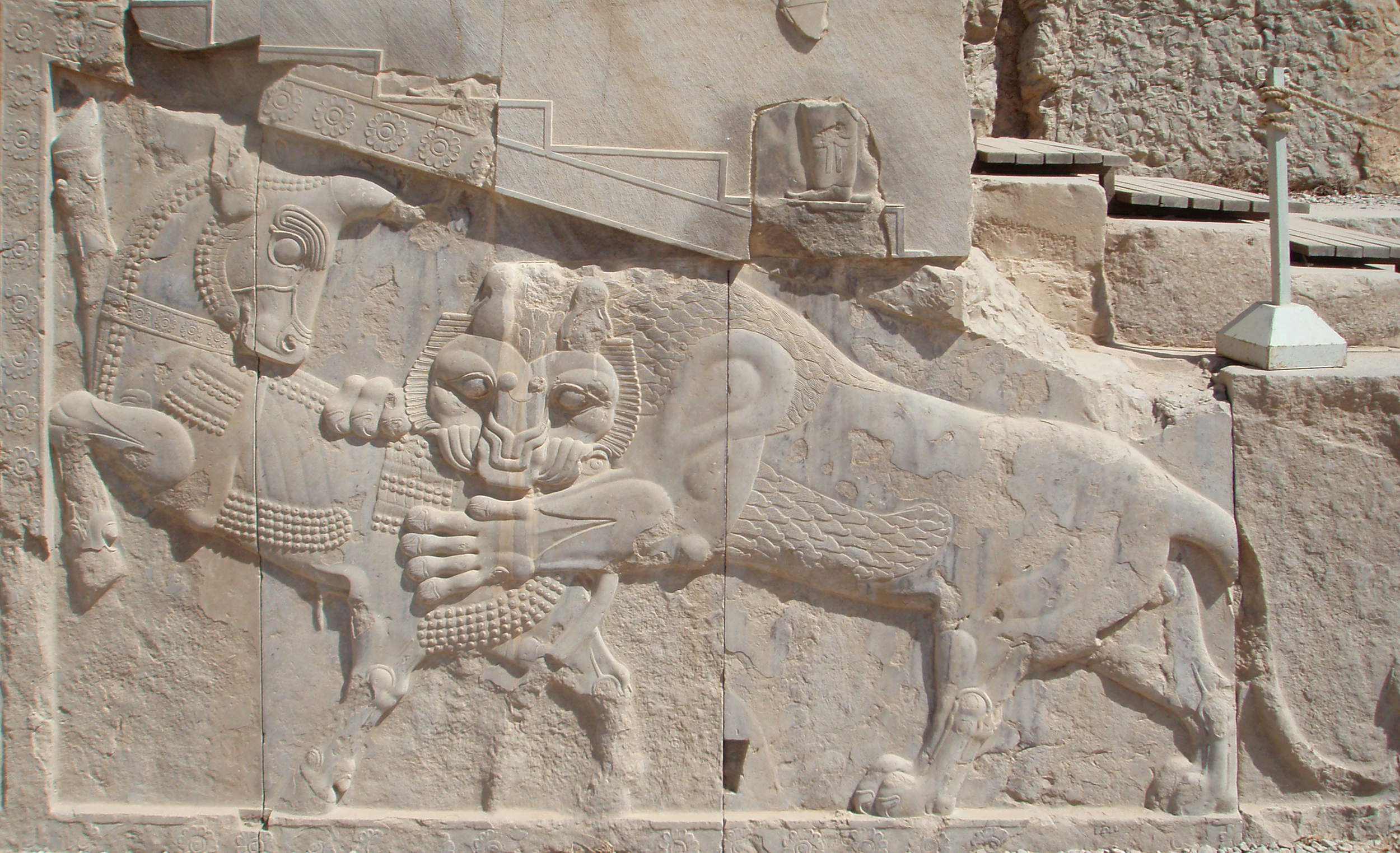
سنگ‌نگاره‌ای در تخت جمشید که نمادی از نوروز زرتشتیان را نشان می‌دهد. شیر نماد خورشید و گاو نماد زمین است.

### گاو در فرهنگ ایران
در کتاب بندهش که در ایران اواخر دوره ساسانی نوشته شده‌است بیان می‌شود که آفریده پنجم اهورامزدا گاو بود «پنجم، گاو یکتا آفریده در ایران آفرید، که به میانه جهان است. آن گاو سپید و روشن بود چون ماه که او را به بالا به اندازه سه‌نای بود. به یاری او آفریده شد آب و گیاه» و بعد از گاو انسان را آفرید
در دانشنامه ایران باستان آمده‌است: گاو، یکتا آفریده و به‌درستی نماد همه جانوران سودمند اهلی و سرچشمه زندگی است. در کتاب بندهش نوشته شده‌است که در پنجمین نبرد با اهریمن درگذشت و چون سرشتی گیاهی داشت از اندام‌های او پنجاه‌وپنج گونه دانه و دوازده گونه گیاهِ درمانی از زمین رویید. روشنی و زوری که در تخمه گاو بود به ماه سپرده شد. آن تخمه در روشنی ماه پالوده شد، به همه گونه‌ای آراسته شد، جان در او کنده شد و از آنجا جفتی گاو، یک نر و دیگری ماده، بر زمین آورده شدند، سپس در زمین از هر گونه‌ای دو تا، یعنی ۲۸۲ گونه جاندار فراز پیدا شدند. همچنین گاو را می‌توان نماد نیرومندی دانست. در افسانه‌های آریایی، زمین روی شاخ گاو جای دارد. هرگاه او خسته شود، زمین را از روی یک شاخش به شاخ دیگر می‌لغزاند و همین کار زمین‌لرزه را پدید می‌آورد. گاه همچنین نماد زمینِ روزی‌بخش است و با نمادهای گوناگون باروری چون شاخ، آسمان، آب، تندر و آذرخش، باران و ماه در پیوند است. ویژگی‌های گوناگون و نمادین دیگری را نیز می‌توان برای گاو برشمرد. گاوِ نر نماد خوبی، آرامش و نیروهای آرامش‌برانگیز است. بر پایه داستان‌های باستانی گاو نماد زمستان است. گاهی گاو نماد نادانی می‌شود. زبانزد «گاو بی شاخ و دم» از کسی یاد می‌کند که بسیار نادان است. همچنین در سروده‌ای از فردوسی که در آن ترکیب گاو نادان به‌کاررفته است: 
«نباشی بس ایمن به بازوی خویش      خورد گاو نادان ز پهلوی خویش».

### گاو در فرهنگ هند
در آیین و قوانین هندوان گاو از احترام بسیار ویژه‌ای برخوردار است.
آریایی‌های باستان(هندی‌ها و ایرانی‌ها) اعتقاد داشتند خدایان گیتی را در هفت مرحله آفریدند که اول آسمان بود و بعد زمین. خدایان در مرکز زمین سه آفریده گذاشتند: یک گیاه، یک گاو و یک انسان. آن‌ها با قربانی کردن اولین انسان انسان‌ها را به وجود آوردند و از خمیر گیاه تمام گل‌ها و گیاهان را و با قربانی گاو و با استفاده از کالبد او تمام حیوانات روی گیتی را.

### گاو در فرهنگ اروپا

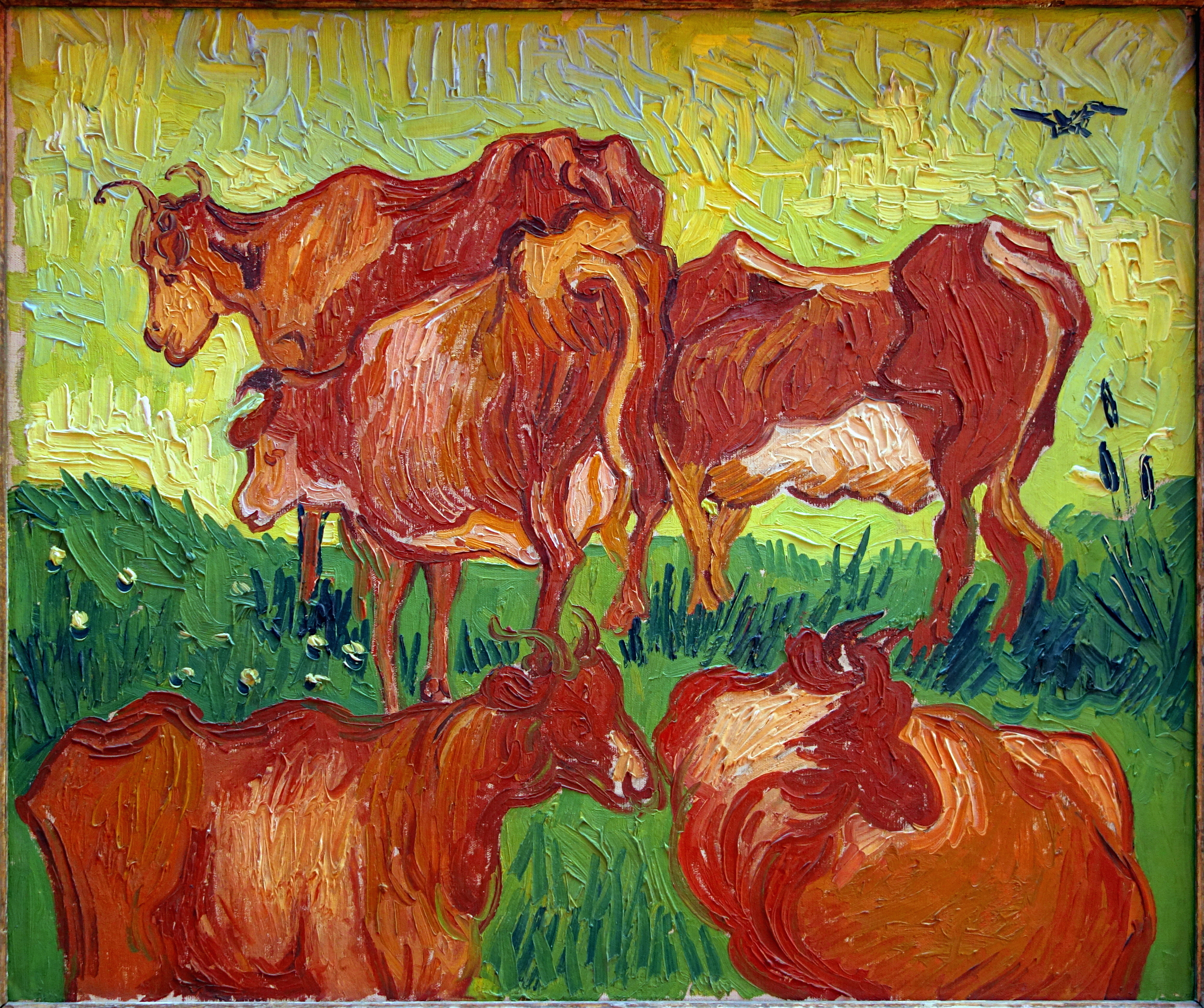
گاوها (نقاشی) اثر ونسان ون گوگ

در ادبیات اروپا بستگی به نوع نژاد و اقوام مردم، گاو به نمادهای گوناگونی شناخته گردیده شده‌است، در اسپانیا و در جشن‌ها و عیدها، مراسم گاوبازی برپا است، در آلمان هنروران بسیاری در درازای تاریخ همیشه از گاو در دیدگاه‌های نگاره‌های خویش بهره می‌جستند، در فرانسه آنقدر مهم است که در بسیاری از مکان‌ها مجسمه گاو را جای داده‌اند.

## نگارخانه

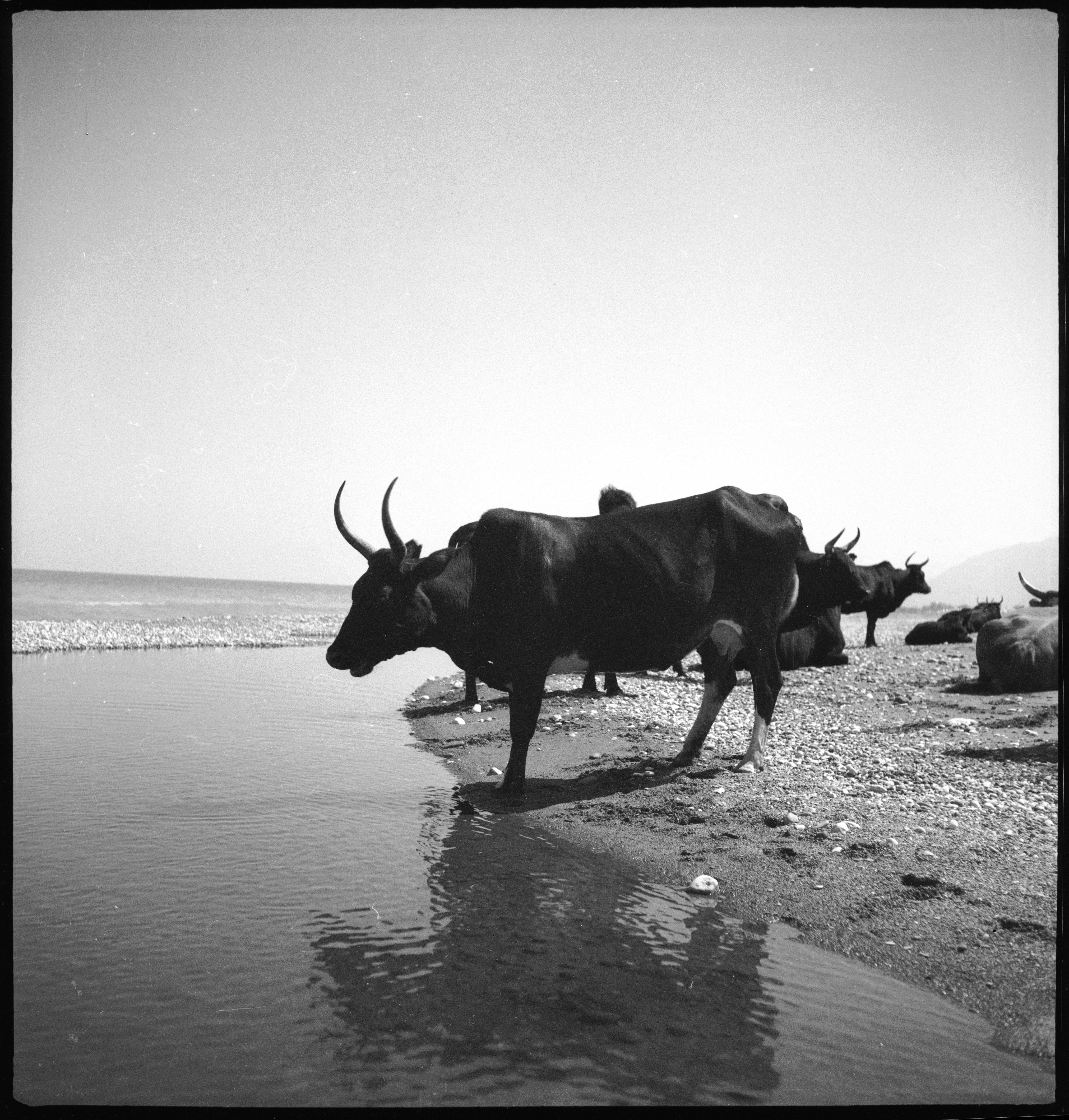
مازندران، سال ۱۳۱۴
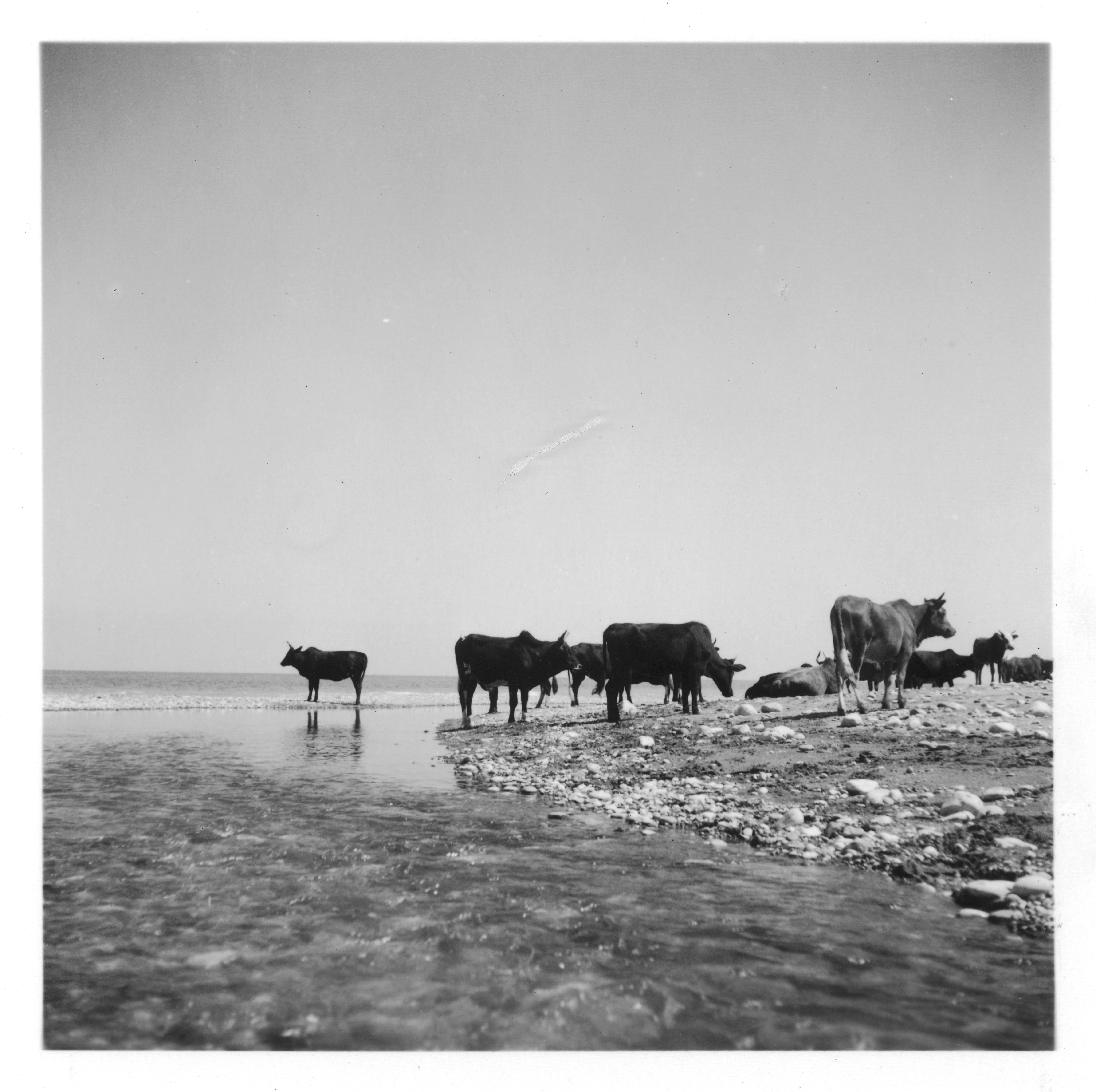
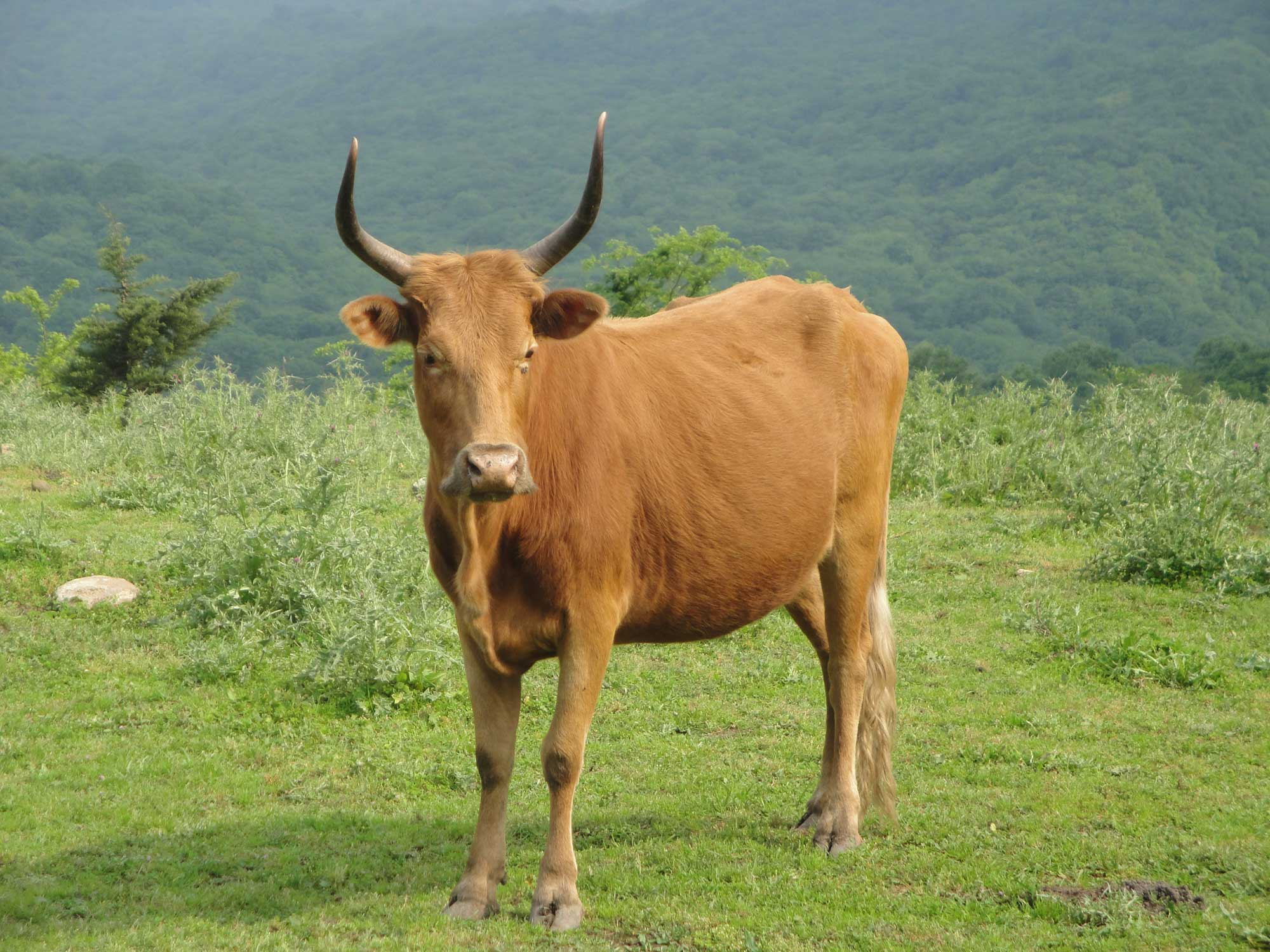
یک گاو نر مازندرانی در منطقهٔ جنگلی بلیران شهرستان آمل
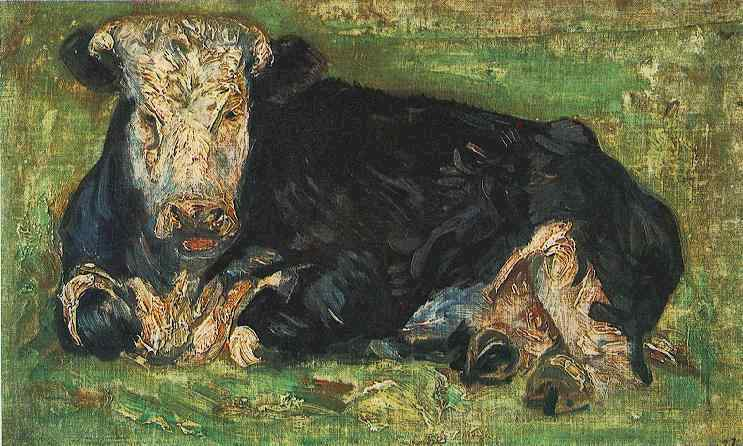
گاو لمیده اثر ونسان ون گوگ
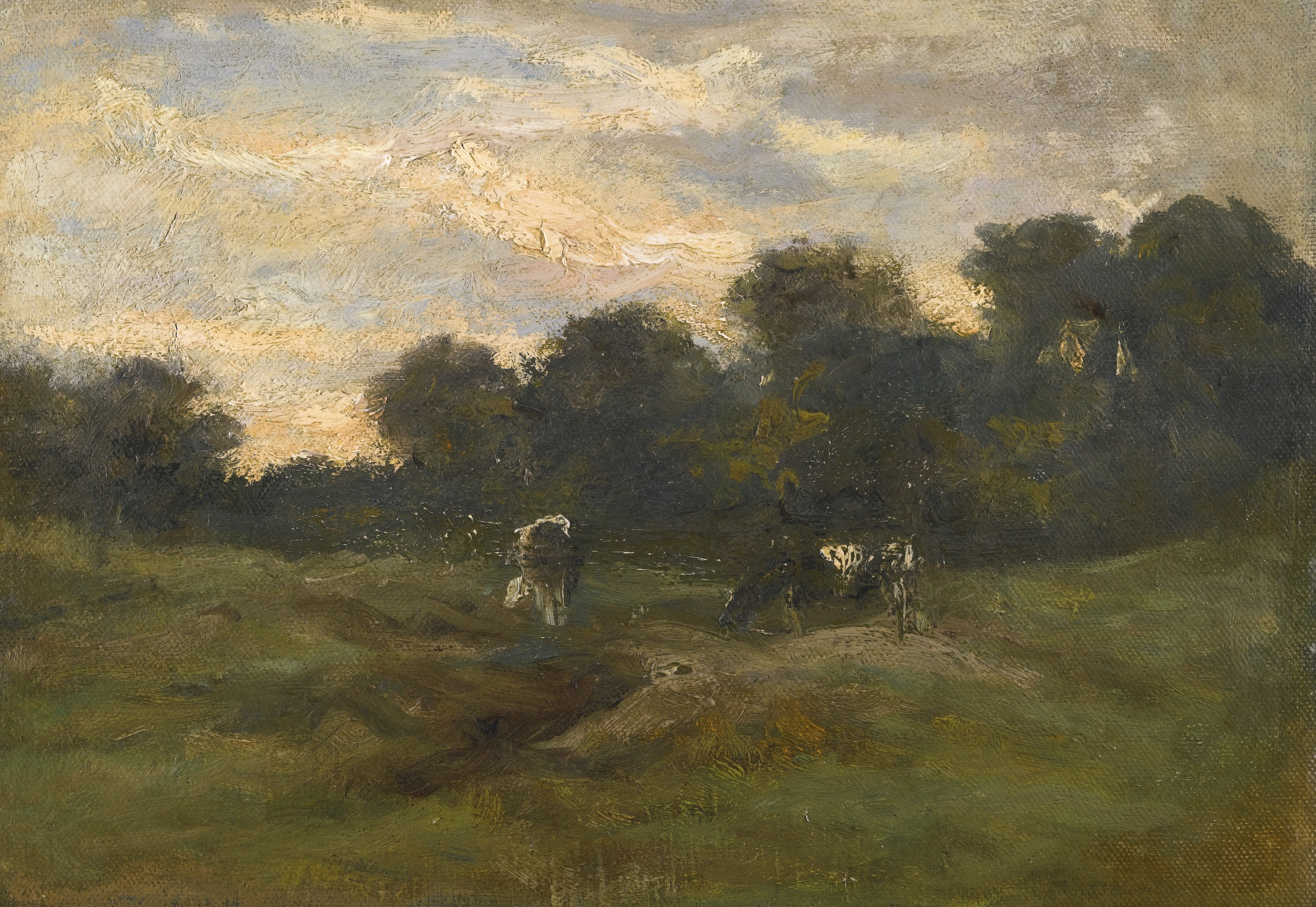
گاوها در علفزار اثر ونسان ون گوگ